# 多叶铁线莲
多叶铁线莲（学名：Clematis nannophylla var. foliosa）为毛茛科铁线莲属下的一个变种。

## 扩展阅读
- 維基物種上的相關：多叶铁线莲